# Buday Lajos
Buday Lajos (Nagyszalonta, 1902. március 15. - ?, 1972) ezredes, légi fényképész, fotogrammetriai szakember, a második világháborúban a Távolfelderítő osztály vezetője.
A m. kir. honvéd Ludovika Akadémián végzett, 1925. augusztus 20-án avatták hadnaggyá.
A légi fényképezést 1928-ban kezdte Neogrády Sándor légügyi felügyelő tanítványaként és beosztottjaként. Az 1930-as években elsőként kapcsolódott be a tekercsfilmes légi fényképezési kísérletekbe. (Korábban üveglemezekre fényképeztek.) 1938-ban kinevezték a Fényképező csoport Légifényképező alosztály vezetőjének. 
Nemcsak légifényképészként vált be, de a fotogrammetriai tanfolyamot is elvégezte. A kárpáti területek fokozott ütemű és bonyolult légifényképezését sikeresen oldotta meg az akkor Kecskeméten található Önálló Távolfelderítő Osztálytól igényelt légifelderítő repülőgépekkel. 1940 júniusában a légierőkhöz vezényelték és a Távolfelderítő osztály 1. századának parancsnokává nevezték ki. 1945 októberében a "demokratikus Magyarország érdekében a honvédségen belül kifejtett tevékenységért" ezredesi előléptetést és 3 év rangelőnyzést kapott.   1948 áprilisában a Magyar Köztársasági Érdemrend tisztikeresztével tüntették ki. 1972-ben hunyt el.